# BAP Almirante Villar
El BAP Almirante Villar fue un destructor de la clase Orfey que prestó servicio en las marinas de Rusia, Estonia y Perú. Construido inicialmente para la Armada Imperial Rusa bajo el nombre de Kinsbergen, en honor a Jan Hendrik van Kinsbergen, fue botado en 1917 y renombrado como Kapitan Ranga Miklujo, en honor a Nikolái Miklujo-Maklái. Cuando los bolcheviques tomaron el poder, es mantenido en el servicio con el nuevo nombre de Spartak. Poco después es capturado por la Royal Navy y transferido a la recién creada Marina de Estonia, que lo tuvo en servicio con el nombre de Vambola de 1919 a 1928. Con la crisis al comenzar la década de 1930, Estonia vendió el buque al Perú en 1933. Se le llamó Almirante Villar en honor al contraalmirante Manuel Villar Olivera.

## Servicio en la Armada Imperial Rusa
El Kapitan Ranga Miklujo fue un destructor construido para la Flota del Báltico de la Armada Imperial Rusa. Fue una versión modificada de los destructores de la clase Novik construidos en Rusia, pues era ligeramente más largo y con más lanzatorpedos. Combatió en la Primera Guerra Mundial.
El montaje del buque clase Orfey comenzó el 13 de septiembre de 1913 en los astilleros de Reval (Gobernación de Estonia) con el nombre Kinsbergen, en honor a Jan Hendrik van Kinsbergen, un oficial neerlandés del siglo XVIII que derrotó dos veces a la Armada Otomana dirigiendo la Armada Imperial Rusa. Fue botado el 14 de agosto de 1915, aunque no fue asignado formalmente hasta el 12 de diciembre de 1917, cuando es asignado con el nuevo nombre Kapitan Ranga Miklujo, en honor al biólogo ucraniano Nikolái Miklujo-Maklái. Estuvo destinado en Helsingfors, el puerto más importante del Gran Ducado de Finlandia.

## Servicio en la Marina bolchevique de Guerra
Tras el fin del Imperio ruso este buque actuó contra la Intervención aliada en la Guerra Civil Rusa llamándose Spartak. Inicialmente debió participar en la operación «Marcha sobre hielo de la Flota del Báltico» (en ruso: Ледовый поход Балтийского флота), o simplemente «Campaña de hielo», una operación ideada por Alexéi Schastny (y más tarde adjudicada a Vladímir Lenin, tras ser fusilado Schastny) para reunir todos los buques de la Flota del Báltico en el golfo de Finlandia primero y en el puerto de San Petersburgo después debido al avance de las tropas alemanas en el frente oriental, especialmente tras la Operación Faustschlag que tomó los ducados bálticos y la intervención en Finlandia dentro de la guerra civil finlandesa.

## Servicio en la Marina de Guerra de Estonia
Al estallar la guerra civil rusa la Royal Navy apoyó a los blancos capturando cruceros y destructores de las fuerzas rojas tales como el Spartak. Aunque inicialmente estaba previsto que los buques fuesen donados a las fuerzas del Movimiento Blanco (en concreto al Ejército del Noroeste), finalmente los oficiales británicos se decantaron por transferir el Spartak junto con el también capturado Avtroil a la marina de la recién independizada República de Estonia, donde fue renombrado Vambola.
El nuevo destructor Vambola tuvo actuaciones protagónicas durante la guerra de liberación estonia. Inicialmente adscrita al grupo de combate que desembarcaría en Narva para el segundo trimestre de 1919, la incapacidad de tomar la ciudad durante el mes de marzo siguiendo la exitosa campaña terrestre de los soomusrongids (trenes blindados) hizo cambiar la estrategia naval del alto mando estonio.
Finalmente la primera operación del Vambola sería la de minar junto al Lennuk (nombre que recibió el Avtroil) la zona entre las islas Gogland y Moshchni el 29 de abril de 1919. Durante la noche, tuvo lugar un accidente que dañó parte de la estructura de popa y la corredera, lo que obligó al barca a replegarse a Tallin por la mañana. Esta operación no fue en vano, dado que el 21 de octubre de ese año, el cerco de casi 300 minas colocadas hundieron los destructores de clase Orfey (misma clase que el Vambola) Gavril, Konstantin y Svoboda, construidos en 1915 en Reval (nombre anterior de Tallín, cuando esta era la capital de la gobernación de Estonia del Imperio ruso), que habían salido de Petrogrado (anterior San Petersburgo) para intentar aminorar el cerco impuesto el día anterior por el avance del Ejército del Noroeste de los rusos blancos.
Tras las reparaciones en Tallin, el Vambola se dedicó a apoyar los avances tanto del Ejército del Noroeste en la zona oriental del río Narva entre abril y mayo como a dar apoyo a los militares rojos sublevados en los fuertes de Krasnaya Gorka y Seraj Loshad en junio. A mediados de junio recibió instrucciones de sumarse a los esfuerzos estonios contra el ejército territorial del báltico una fuerza livona pro-germánica. Tras las victorias estonias contra los livones en Cēsis y Riga, la armada volvió a dedicarse a apoyar el avance de las fuerzas rusas blancas en la campaña contra Petrogrado, donde se destacarían hasta el fin de las hostilidades entre estonios y bolcheviques el 3 de enero de 1920.
En los dos años posteriores a la guerra, la tripulación del Vambola sería drásticamente disminuida y su disciplina bajó en consecuencia, teniendo una de las tripulaciones con mayor acumulación de multas y castigos de toda la armada.

### Buque diplomático
El Vambola fue utilizado para diversos viajes diplomáticos y de representación. Como parte de ello, estuvo en Finlandia en octubre de 1920 y nuevamente el 27 de mayo de 1923 junto a los destructores Lennuk y Kungla en un desfile para conmemorar la independencia estonia.
En 1923 acudió a Gdynia (República polaca) para asistir a la inauguración de una base naval en la ciudad. Durante el evento, el destructor recibió a bordo al presidente polaco Stanisław Wojciechowski.
En 1925 el barco arribó a Letonia como parte de un crucero de entrenamiento de nuevos marinos. Visitaría de nuevo el país en 1929 como parte de una escuadra formada junto al Lennuk y el Sulev, un torpedero alemán encallado durante la operación Albión y rescatado por la marina estonia en 1923, en una visita oficial a Liepāja.
En 1928 el Vambola acudió a Suecia como transporte oficial del jefe del Estado estonio, Jaan Tõnisson, en su viaje al país escandinavo.

### Ofertas de compra
Las primeras ofertas de compra tanto del Vambola como de su buque gemelo de la clase Orfey, el Lennuk, se recibieron por parte de la armada polaca en noviembre de 1920, tras una inspección de los buques por parte del oficial polaco, Mieczysław Bereśniewicz. Los británicos, recelosos de fortalecer demasiado la armada de la Segunda República polaca intentaron convencer a los finlandeses de que fuese su marina la que adquiriese los buques. Ante la inexistente intención de compra por parte de la armada finlandesa, los buques quedaron en Estonia por un tiempo con la oferta de venta congelada.
Con el estallido de la Gran Depresión en 1929 y su expansión por Europa en 1930, el coste del mantenimiento de los buques creció exponencialmente, lo que hizo que la administración estonia se apurase en recuperar las opciones de venta de los buques para deshacerse de su mantenimiento.
La primera oferta a tener en cuenta fue de la compañía Ludwig Bing en agosto de 1931, pero el excesivo precio que el gobierno estonio esperaba obtener (2.225.000 coronas estonias, equivalente a unos 2,5 millones de euros en 2020). La dilatación de negociaciones propicio que el gobierno finlandés truncase la venta aduciendo las obligaciones para con la alianza de Estonia y Finlandia, que convertían a la marina finlandesa en comprador preferente. Los finlandeses ofrecieron 1.550.000 coronas estonias por cada uno de los buques, necesarios para reforzar su armada que carecía de buques mayores que algún torpedero; sin embargo, cuando el gobierno estonio quiso aceptar la oferta más baja de los finlandeses, estos tuvieron que negarse a la compra bajo su propia oferta ya que su economía, afectada también por la Gran Depresión se vio afectada y modificó el plan de adquisiciones de sus fuerzas armadas.
En los primeros meses de 1933, tanto Colombia como Perú, ambos inmersos en el conflicto de Leticia, se interesaron por la compra del Vambola y el Lennuk. El primero en hacer una oferta fue Colombia, que a través de la empresa francesa de Alexander Kliagin estaba sondeando las marinas europeas para comprar destructores. La red de inteligencia peruana se enteró de la oferta y notificó al presidente peruano Sánchez Cerro quien apresuró al gabinete peruano a ofertar a los estonios la compra para adelantarse a los colombianos. Representantes de Estonia y Perú se reunieron en Brasil para negociar la adquisición de los destructores estonios por parte de Perú.
Publicaciones del Ministerio de Defensa estonio de la época muestran que antes de las ofertas colombianas y peruanas ya se estaban empezando a valorar las ventas para desguace de los buques por apenas 50.000 coronas estonias. Tras las ofertas, también llegó una oferta de la República de China que Estonia declinó para no contrariar a sus aliados británicos.
Finalmente la venta a Perú se fijó en 1.550.000 coronas estonias por buque, mismo precio que ofertaron los finlandeses dos años antes, ya que la negociación fue abanderada por la compañía de Hamburgo, Ludwig Bing, la empresa alemana que hizo la primera oferta en 1931. En esta ocasión, la primera oferta de la Ludwig Bing fue de 1.400.000 coronas estonias, siendo la oferta colombiana bastante mayor (1.865.000 coronas estonias); sin embargo, Juhan Tõrvand, jefe del Estado Mayor estonio, creyó acertadamente que la elevada oferta presentada por W. Gubin, de la empresa Alexander Kliagin (veladora de los intereses colombianos) sólo estaba dirigida a dilatar las negociaciones para impedir la adquisición por la parte peruana, por lo que recomendó la venta a Perú que finalmente fue firmada el 29 de junio de 1933, con el conflicto de Leticia ya finalizado (Perú desocupó la población el 25 de junio), pero con el frente naval aún activo.

## Servicio en la Marina de Guerra del Perú

### Campaña militar del nororiente de 1932
El destructor Almirante Villar (ex-Vambola) y su gemelo el Almirante Guise (ex-Lunnek) bloquearon la costa del Atlántico de Colombia siendo este su bautismo de fuego obligando a este país a crear dos bases de hidroaviones (una en Buenaventura y la otra en Cartagena de Indias).

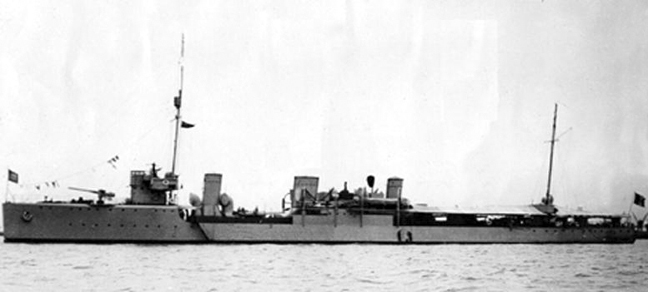
Destructor Almirante Villar, ex Vambola.

### Campaña militar del norte y del nororiente de 1941
Al estallar el conflicto con Ecuador en 1941 el Almirante Villar partió del puerto del Callao y arribó a Zorritos el 7 de julio.
Entre los días 10 y 13 de julio  el Almirante Villar y el Coronel Bolognesi escoltan al convoy, compuesto por los transportes Mantaro e Ireland, de la Compañía Peruana de Vapores, y el petrolero Pariñas (que se había incorporado a la Escuadra) que desde el Callao se dirigía hacia el norte transportando tropas y pertrechos para el Ejército peruano que se encontraba en el teatro de operaciones del norte. Los buques peruanos de guerra, que tenían su base naval en Zorritos, realizaron tareas de exploración y patrullaje hasta la Boca del Capones (que era el límite de las aguas territoriales peruanas) con el objetivo dar protección, desde el mar, a las tropas del ejército en su avance hacia el norte.

#### La escaramuza naval de Jambelí
El 25 de julio, el destructor Almirante Villar zarpó de Zorritos con la misión de ingresar en aguas ecuatorianas y efectuar patrullaje y reconocimiento en la zona. Hallándose el barco Almirante Villar a inmediaciones del canal de Jambelí divisa al cañonero ecuatoriano Abdón Calderón. El buque ecuatoriano, que se hallaba en tránsito hacia Guayaquil, ni bien reconoció al buque peruano viró 180° respecto a su rumbo emprendiendo huida hacia Puerto Bolívar y efectuando disparos. El  Almirante Villar hizo lo propio maniobrando en círculos y evitando aproximarse demasiado a la costa por el bajo fondo allí existente. Luego de 21 minutos de intercambio de disparos entre ambas naves concluyó el incidente, el destructor Almirante Villar continuó sus operaciones ininterrumpidamente en el teatro de operaciones del Norte; en cambio, de acuerdo con lo informado por su propio comandante, el Abdón Calderón sufrió graves daños en su caldera al forzar su huida habiéndose ocultado en la densa vegetación existente entre el canal de Jambelí y el estero de Santa Rosa.
Debido al repliegue total de las naves ecuatorianas hacia Guayaquil, y considerando que en el frente marítimo ya no existía amenaza alguna, la escuadra peruana decidió replegar progresivamente sus unidades de superficie al Callao habiendo el Almirante Villar llegado al primer puerto del Perú el 1 de octubre.

### Baja
El Almirante Villar, luego de 21 años de servicio en Perú, fue dado de baja y desguazado en 1954.

## Referencias

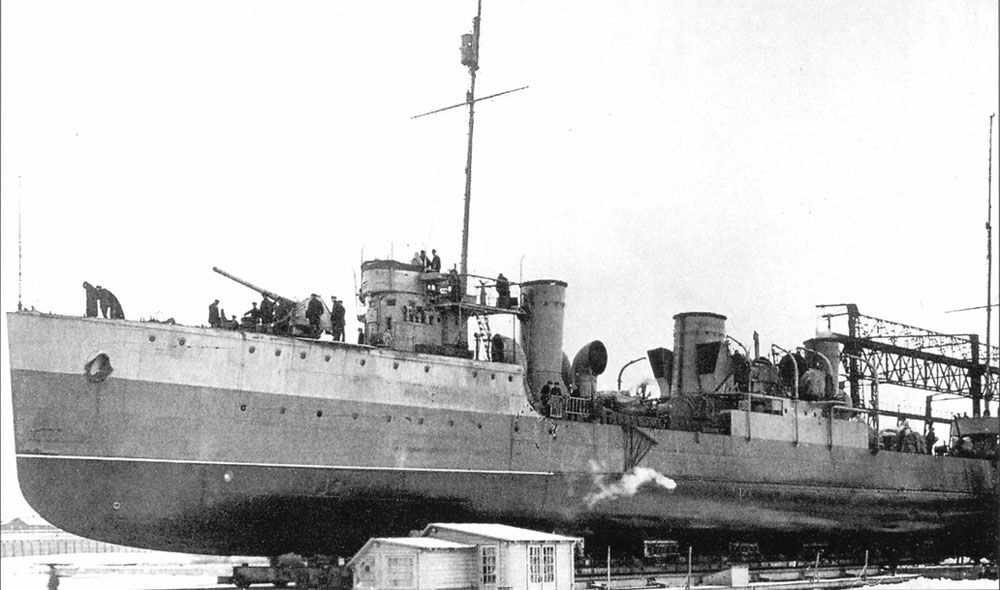
Como Vambola en el muelle de Tallin.